# 彭塔卡雷尼亚灯塔
彭塔卡雷尼亚灯塔（義大利語：Faro di Punta Carena）是一座灯塔，位于意大利卡普里岛西南角，在阿纳卡普里西南约3公里。它在1862年開始建造，自1867年投入使用。 

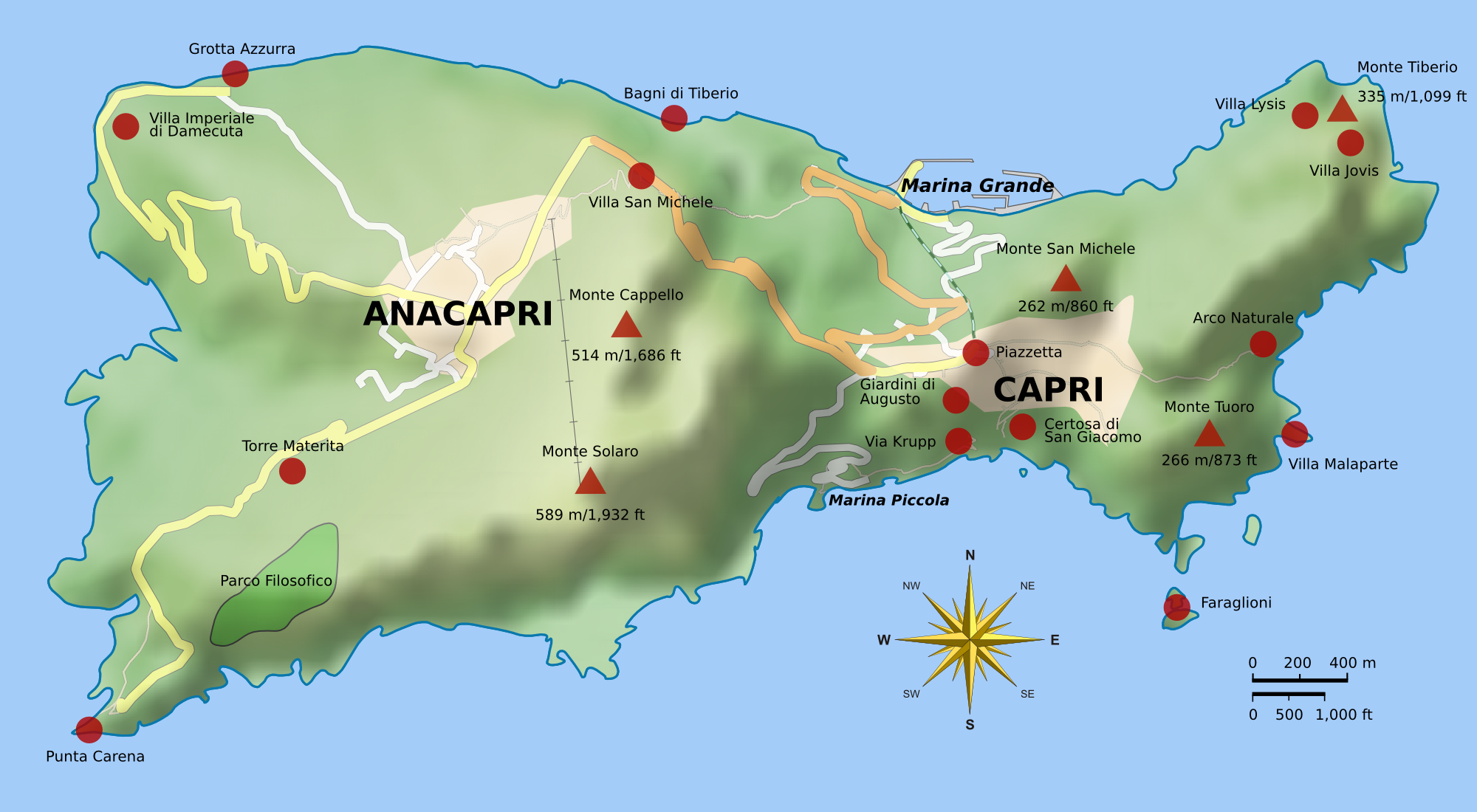
位置

灯塔近期重新粉刷为白红亮色，高28米，上部为八角形砖塔。
灯塔具有旋转视图，其发射频率每3秒闪烁白光。平面海拔高度73米。灯塔光程约46公里。2019年1月1日開始全自動化。